# La Bataille
La Bataille är en kommun i departementet Deux-Sèvres i regionen Nouvelle-Aquitaine i västra Frankrike. Kommunen ligger i kantonen Chef-Boutonne som tillhör arrondissementet Niort. År 2018 hade La Bataille 75 invånare.

## Befolkningsutveckling
Antalet invånare i kommunen La Bataille
| Referens: INSEE |